# Паризька комуна (1871)
Паризька комуна (фр. Commune de Paris, вимовляється: [kɔ.myn də pa.ʁi]) — революційний уряд Парижа (18 березня—28 травня 1871 року), коли невдовзі після укладення перемир'я з Пруссією під час Французько-прусської війни в Парижі почалися заворушення, що вилилися в революцію та встановлення самоврядування, що тривало 72 дні. На чолі Паризької комуни стояли об'єднані в коаліцію соціалісти й анархісти. Обрані у Версалі праві Національні збори намагалися роззброїти Національну гвардію. Уряд комуни втратив владу, коли війська Версаля захопили Париж і було убито 20—30 тис. людей (21—28 травня).
Власне слово комуна означає територіальну одиницю і орган місцевого самоврядування; в цій якості комуна Парижа існувала і організовувалася і раніше, але після подій 1871 ця назва без уточнень закріпилася саме за ними.

## Передісторія комуни
Коли на початку 1860-х років проти другої імперії почала боротьбу буржуазія, робітники завоювали собі велику свободу. З'явилися робітничі союзи, які захищали економічні інтереси робітників, прагнули до підвищення заробітної плати, до скорочення робочого дня тощо, для чого влаштовували страйки. Одночасно з цим, у Франції організувалося представництво Першого Інтернаціоналу (Міжнародне товариство робітників, МТР), незалежне від лондонської ради. Засновниками та керівниками французької секції стали люди, що прийняли програму Прудона: вони прагнули до мирної соціальної революції при посередництві взаємного безоплатного кредиту («мютюелізм»). Поряд з французьким відділенням МТР утворилася радикальна революційна фракція «бланкістів» (за ім'ям свого лідера, Луї Бланкі), що проповідувала утопічний комунізм і відрізнялася радикалізмом в методах боротьби.
Коли в 1867 р. МТР провело політичну демонстрацію проти експедиції в Рим (головним чином, з метою відхилити звинувачення в союзі з бонапартизмом), її бюро було закрито (1868). Внаслідок цього, помірні і мирно налаштовані «мютюалісти» (Толен, Фрібур) стали втрачати провідне значення, і робоча маса підпала під вплив крайніх (Варлен, Шалене, ПЕНД).
Наприкінці 1860-х рр. великого поширення, особливо в нижчих верствах буржуазії, набув революційний радикалізм, який мріяв про ідеали Робесп'єра; певної програми він не виставляв, і принципи «justice éternelle» і «fraternité éternelle» кожним оратором розумілися по-своєму. В одному тільки сходилися всі опозиційні елементи — в ненависті до імперії. Коли вона пала, новий «уряд народної оборони» створено було виключно населенням Парижа.
Тоді-то проявилося прагнення до заснування комуни, в якій бачили панацею від усіх бід і лих, що впали на Францію. У одних вимога комуни мала значення простого протесту проти нестерпної централізації управління, яка посилилася при Наполеоні III. Інші висували традиції першої революції, коли паризька комуна керувала переможною боротьбою з коаліцією держав. Прихильники Прудона мріяли про розкладання Франції на ряд автономних громад, з яких кожна самостійно визначала б свій господарський побут і ввела б своїх членів в обітовану країну «мютюалізму». Нарешті, ідея комуни зустріла велике співчуття і у революціонерів-комуністів, голова яких, Бланкі, особисто з'явився тоді в Парижі.
Під час франко-прусської війни була утворена паризька національна гвардія: всі громадяни, які виявили на те бажання, були озброєні і несли службу під начальством офіцерів, ними ж вибраних. За короткий час чисельність національної гвардії досягла 300 000 осіб. Національним гвардійцям призначено було платню: служба в національній гвардії забезпечувала тих, які залишилися без роботи внаслідок облоги Парижа.
До полегшення економічної кризи в Парижі направлені були й інші урядові заходи. Так, всі речі, закладені в касу позик за суму менше 15 франків, були викуплені за державний рахунок; платежі за квартири і за векселями були припинені на невизначений термін. Тим часом Париж не міг більше триматися. Бісмарк вимагав, щоб усі без винятку війська, що знаходилися в Парижі, були роззброєні. Жюль Фавр оголосив, що він не має можливості роззброїти національну гвардію інакше, як за допомогою вуличного бою. Вирішено було, що більша частина регулярних військ складе зброю. Про національну же гвардію в VII статті договору про перемир'я була прямо сказано, що вона зберігає зброю. Перед вступом німців до Парижа, гвардійці за допомогою населення перемістили артилерійські гармати в спеціальні місця міста, які знаходилися на відстані від маршруту проходу німецьких військ. Один з найбільших «артилерійських парків» був на висотах Монмартра.
8 лютого 1871 відбулися вибори в нове національне зібрання. У Парижі переважною більшістю голосів були обрані представники радикальної демократії — Віктор Гюго, Александр Ледрю-Роллен, Шарль Флоке, Едуар Локруа та інші, які обіцяли виступити з вимогою децентралізації і свободи громад. З чистих соціалістів, різні фракції яких виставили загальний список кандидатів, у депутати потрапили лише деякі, в тому числі «мютюалісти» Толен і Малон. Провінція послала в національні збори здебільшого осіб, схильних до відновлення монархії в тій чи іншій формі. Главою уряду був обраний Тьєр.
Один з перших його декретів був спрямований проти національної гвардії: право на платню збережено було тільки за тими національними гвардійцями, які документально могли довести свою бідність і відсутність роботи. 100 000 національних гвардійців, що належали до заможнішого класу і являли собою політично помірні елементи національної гвардії, покинули службу, а разом з нею і Париж: радикальні елементи отримали безумовну перевагу. Утворена була комісія з 18 членів, — людей здебільшого зовсім невідомих, — на яку покладено було складання статутів для запропонованої організації національної гвардії. 3 березня оприлюднено статути, якими була заснована республіканська федерація національної гвардії (чому прихильники комуни згодом і називалися федералістами). Встановлювалися генеральні збори з делегатів окремих рот та батальйонів, кожен батальйон і кожен легіон (легіон — сукупність батальйонів кожного паризького округу) обирав свої місцеві комітети, на чолі ж всієї організації був поставлений центральний комітет, до складу якого входили від кожного округу по 2 делегати (призначалися, незалежно від чину, легіонним комітетом) і по одному командиру батальйону (обирався зборами всіх батальйонних командирів округу). Оскільки Париж розділений на 20 округів, то всіх членів центрального комітету повинно було бути 60. Насправді організація ця ніколи не була цілком здійснена: батальйонних і легіонних комітетів утворено було небагато. Центральний комітет, який відкрив свої дії 15 березня в складі 30 членів, ніколи не мав їх понад 40. З членів міжнародної асоціації робітників у комітет вступив один тільки Варлен.
Між тим бордоський уряд почав готувати знищення національної гвардії. Головним начальником її воно призначило генерала Орель де-Паладіна. І він, і головнокомандувач регулярними військами, генерал Вінуа, були завзяті бонапартисти. Париж, побоюючись державного перевороту, почав готуватися до революції, тим більше, що при повному безробітті, пайок національного гвардійця для багатьох десятків тисяч був єдиним порятунком від голодної смерті.
10 березня національні збори в Бордо прийняли два декрети. Першим декретом місцеперебуванням уряду і національних зборів оголошено Версаль, другим декретом постановлено, що всі векселі, термін яких минув 13 листопада, повинні бути оплачені до 13 березня, тобто в дводенний термін. Цим вся дрібна буржуазія, яка ще мала що втрачати і в збудженому організмі столиці представляла елемент порівняно мирно налаштований, засуджена була на загибель: протягом 5 днів, з 13 по 17 березня, в Парижі опротестовано було не менше 150 000 векселів. Паризький депутат Мільєр вимагав від зборів, щоб воно допустило подальшу відстрочку платежу квартирних грошей, які 6 місяців уже не вносилися. Але збори утримались від будь-якої постанови з цього важливого питання. Цим 200—300 тисяч робітників, ремісників, дрібних торговців, які витратили всі свої заощадження і ніякої роботи не знаходили, віддані були на волю і милість домовласників.
15 березня Тьєр прибув до Парижа і наказав заволодіти гарматами національної гвардії, які зібрані були на висотах Монмартра і охоронялися дуже слабким караулом. Рух війська на Монмартр, здійснений на світанку 18 березня, вдався, але для того, щоб відвезти гармати, не захопили з собою упряжі і коней. Поки війська чекали упряжі, зібралася національна гвардія. Солдати побраталися з гвардійцями і заарештували своїх вищих начальників; генерал Леконт, який віддав наказ стріляти в натовп, був розстріляний своїми ж солдатами, та ж доля спіткала і генерала Тома, колишнього командувача національної гвардії, що опинився поблизу.
Армійські частини по всьому місту стали приєднуватися до повстання, що змусило Тьєра поспішно вивести зі столиці в Версаль вірні війська, поліцію, адміністративних працівників і спеціалістів.

## Становлення комуни
Фактичним володарем Парижа виявився Центральний Комітет Національної гвардії. Париж, відрізаний від решти Франції, підняв прапор комуни: всякому округу і значній міській громаді пропонувалося на власний розсуд встановлювати свій політичний та соціальний устрій, представництво же загальнонаціональних інтересів передбачалося покласти на конгрес делегатів окремих громад. На 26 березня призначені були вибори в общинну раду. 160 тис. голосів подано було за комуну, 60 тис. — проти неї. Відповідно цьому до складу ради обрані були 71 комунар і 21 супротивник комуни. Останні або не прийняли повноважень, або незабаром склали їх. На 16 квітня призначені були додаткові вибори, які, наскільки вони взагалі могли відбутися при ухиленні значної частини населення від участі в подачі голосів, послали в ратушу одних тільки комунарів. З 78 членів ради комуни 19 належали до міжнародної асоціації; інші були частково революціонери-якобінці, частково соціалісти різних фракцій, і серед останніх лише більш було бланкістів (сам Бланкі був ще 17 березня заарештований в провінції).
З утворенням ради комуни, центральний комітет, що діяв як тимчасовий уряд, мав би припинити своє існування; але він не захотів відмовитися від влади. В розумовому відношенні рада комуни була на голову вище комітету, але й вона виявилася не на висоті свого покликання. Серед членів ради не було ні обдарованих воєначальників, ні випробуваних державних людей; до того часу майже всі вони діяли лише як агітатори. З ветеранів революції в раді комуни засідали Делеклюз і Фелікс Піа.
Перший з них, якобінець, після всіх перенесених ним випробувань, являв собою тільки руїни. Піа, обдарований публіцист, але чистий теоретик, зовсім заплутався в протиріччях, збурений безмежним марнославством і в той же час боягузтвом, абсолютно не підходив до тієї великої ролі, яка випала йому на долю. З усіх фракцій, представлених у раді комуни, найбільш серйозним елементом виявилися 19 членів міжнародної асоціації. Найвизначнішими з них були Варлен, Вальян, Малон і Франкель. Вони краще за інших розуміли соціальне питання, діяли найбільш розсудливо і, за небагатьма винятками, трималися подалі від злочинів комуни; з їхнього середовища вийшла більша частина найкращих адміністраторів комуни.
Бланкісти — найбільш крайня соціально-революційна фракція того часу — мали в ратуші близько 20 місць; вірні своєму вченню, вони являли собою елемент, що не зупинявся ні перед яким насильством; найвидатніший з цієї групи — Ед (Eudes). Поряд з ними засідали в раді комуни і найпалкіші оратори паризьких клубів революційно-якобінського напряму. У числі їх були обдаровані, але безпідставні мрійники: живописець Курбе, Верморель, Флуранс, Валлес, дотепний хронікер бульварної преси. Переважали в цій групі — і це визнають самі комунари, що залишаються вірними своїм колишнім ідеалам — вуличні базіки, честолюбці без знання людей і історії; серед них найбільш видавалися Рауль Ріго і Ферре. Деякі члени ради комуни належали до покидьків суспільства.
При такому строкатому складі ради комуни, діяльність її в сфері управління і навіть захисту Парижа, за визнанням самих комунарів, представляла картину ворожнечі і розброду. У раді утворилося кілька партій, які всякими правдами і неправдами підтримували своїх, роздаючи їм вищі посади. Навіть члени ради, які взагалі з самовідданістю служили справі комуни, відкидали послуги осіб слушних, здатних і випробуваних, якщо тільки вони не належали до їхньої партії.
Рада комуни була одночасно і законодавчим корпусом, і вищим урядовим органом. Як останній вона розділялася на 10 комісій. Головне керівництво усіма галузями управління покладено було на виконавчу (екзекуційну) комісію із 7 членів, в числі яких були Піа, Ед і Вальян. Потім були утворені комісії військова, фінансів, юстиції, державної безпеки, народного продовольства, публічних робіт, народної освіти, зовнішніх зносин, праці та обміну (échange). Членами останньої комісії були Малон, Франкель, Тейсс, Авріаль і Жерард — всі робітники і члени міжнародної асоціації. Завідування справами чисто міськими розподілено було між членами ради по округах, представниками яких вони були. Платня, яку отримували чини комуни, не повинна була перевищувати 6000 франків, але фактично була значно меншою. Взагалі у всьому, що стосувалося грошової сторони справи, уряд комуни проявив більшу чесність. В області соціальних реформ уряд комуни не мав певної програми, оскільки у раді проявилися три рівносильні, але істотно різні соціально-політичні течії: комунізм (бланкістів), прудонізм і якобінізм; нарешті, доводилося рахуватися і з інтересами дрібної буржуазії, яка билася в рядах федералістів. Єдиний акт, в якому викладається загальна програма комуни — її «Декларація до французького народу» від 19 квітня (так званий заповіт комуни) — не йде далі загальних місць, що являють відгук прудонівських висловів.

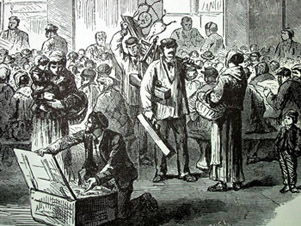
Комуна видає робітникам інструменти, закладені під час облоги

Що стосується окремих соціально-політичних заходів комуни, то дозволено було не платити домовласникам квартирних грошей з жовтня 1870 по липень 1871 року, відстрочені платежі за векселями, припинено продаж прострочених застав. 6 травня постановлено було, що всі речі, закладені в ломбарді раніше 26 квітня, що в сумі не перевищують 20 франків, і складаються з одягу, білизни, меблів, книг і робочих інструментів, можуть бути отримані назад без викупу. Заборонені були відрахування із заробітної плати, нічна робота в пекарнях; визначений мінімальний розмір винагороди для осіб, які перебувають на службі; вирішено при всіх підрядах і поставках для міста віддавати перевагу робочим асоціаціям перед приватними підприємцями. Декрет від 16 квітня передавав продуктивним асоціаціям всі промислові заклади, покинуті власниками, причому за останніми збережено було право на винагороду. Комуна визнала за незаконнонародженими всі права законних дітей; декретувала відділення церкви від держави, з припиненням відпущення всяких сум на духовенство; церковне майно оголосила народною власністю; робила спроби для введення республіканського календаря; прийняла червоний прапор. Деякі з комісій комуни функціонували стерпно, особливо якщо взяти до уваги надзвичайну обстановку, при якій вони діяли. Особливо виділялася комісія фінансів, керована Журденом, колишнім бухгалтером; в той час як він орудував мільйонами (бюджет комуни з 20 березня по 30 квітня становив 26 млн франків), Журден для себе особисто обмежувався платнею дрібного конторника, його дружина продовжувала служити прачкою, а дитина відвідувала школу для бідних.
Цікава історія французького банку при комуні. До утворення ради комуни, центральний комітет, не наважуючись захопити урядові каси, зробив у банку позику в 1 млн франків. У підвалах банку зберігалося тоді готівкою, цінними паперами, вкладами тощо близько 3 мільярдів франків. Захопленням цих сум комуна могла б завдати своїм супротивникам неймовірної шкоди; але вона не мала про них уявлення. Рада комуни приставила до банку, як свого комісара, Беле, добродушного старого інженера, якого віце-директор банку, де-Плек, обійшов, представляючи йому невірні звіти. Навіть тих сум, про існування яких Беле знав, він наважувався торкатися лише з великою обережністю. «Твердиня капіталу, — говорить про це комунар Ліссагаре, — у Версалі не мала захисників більш ревних, ніж у ратуші».
Добре направлялися монетна і поштова справа: першою завідував Камеліна, другою — Тейсс, обидва — члени міжнародної асоціації. Але в загальному діяльність комісій свідчила про повну непідготовленість і неспроможність членів комуни. Комісія громадської безпеки з самого початку діяла дуже погано: поліція, на чолі якої стояв прокурор комуни, Рауль Ріго, нічого не знала і нічого не помічала; антикомунарські газети, які вранці заборонялися, ввечері вільно продавалися на бульварах; всюди проникали агенти версальського уряду. Загальне керівництво військовими діями зовсім було відсутнє; хто хотів — робив вилазки, куди хотів — ставив гармати; одні не вміли керувати, інші не вміли коритися.
Міжусобна війна стала неминучою після відходу Тьєра у Версаль, але на успішне ведення її у Парижа не було шансів. Центральний комітет не розумів серйозності становища. Призначені ним головнокомандувач національної гвардії Люллі, колишній морський офіцер, що пив запоєм, і комендант Парижа Бержере, просто забули зайняти найважливіший з фортів Парижа, неприступний Мон-Валер'ян, який Тьєр, помилково, велів урядовим військам очистити. Війська Вінуа знову зайняли форт, а комуна назавжди позбулася можливості перейти в наступ. Спочатку сили версальців були до того незначні, що вони не могли перешкодити федералістам зайняти форти Іслі, Ванв, Монруж, Бісетр і Венсені, де зберігалися військові запаси, амуніція і 400 гармат (всього у федералістів було до 1600 гармат). Нейтральними залишалися північні і східні форти, що знаходилися в руках німців.
2 квітня відбулася перша сутичка між версальцями і федералістами. Тоді ж виявилося, з якою нещадною жорстокістю буде вестися ця міжусобна війна: 5 федералістів, захоплені в полон, були негайно і без суду розстріляні версальцями. Наступного дня федералісти, під проводом Флуранса, Дюваля і Еда, зробили вилазку, але, розпочата без усякого плану, вона скінчилася невдало; федералісти, що потрапили в полон, в тому числі Флуранс і Дюваль, були розстріляні солдатами на місці. «Якщо версальці — оголосила комуна — ведуть війну як дикуни, то хай стягнеться око за око, зуб за зуб». 6 квітня рада комуни видала декрет про заручників: кожна особа, обвинувачена у зносинах з Версальським урядом, негайно потрапляла у в'язницю, судилася присяжними і, якщо була звинувачена, залишалася заручником паризького народу; до числа заручників входили і військовополонені версальці. На всяку кару версальцями військовополоненого або прихильника комуни вирішено було відповідати розстрілом трьох із цих заручників за жеребом. Ще раніше, 3 квітня, комуна призначила головнокомандувачем Клюзере, який мало стежив за ходом військових дій і займався більше виданням наказів і циркулярів, які звучали то меланхолійно, то доктринерськи. Комендантом Парижа обраний був поляк Домбровський, очевидно — найбільш обдарований з воєначальників комуни. Рада комуни видала декрет про обов'язкову службу в батальйонах національної гвардії всіх громадян Парижа від 17-ти до 40-річного віку; але, при повній бездіяльності поліції, цей захід не посилив рядів федералістів жодним солдатом.

## Падіння комуни
Федералісти все ще сподівалися, що на захист Парижа підніметься провінція; але рада комуни упустила зручний момент для звернення до країни. 22 дні тривало обговорення програми комуни в різних комісіях ради, і коли вона, нарешті, була оприлюднена, то було вже пізно, та до того ж у ній не було виставлено ніяких певних практичних вимог. У багатьох промислових центрах (Ліон, Сент-Етьєн, Марсель, Тулуза, Бордо, Лімож) комуналістичні інсуррекції, вжиті місцевим населенням без усякого плану й навіть без особливого натхнення, були легко придушені. Після цього падіння столиці було тільки питанням часу. Перед нею стояло вже 130-тисячне військо, зібране, під начальством Макмагона, головним чином із військовополонених Меца і Седана, повернення яких на батьківщину було прискорене Німеччиною, на прохання версальського уряду. Облогові роботи просувалися вперед дуже швидко. У цьому відношенні ніякої зміни не настало і після заміни Клюзере Росселем. На цього колишнього артилерійського офіцера, який імпонував раді своєю холоднокровністю, стислістю і силою своєї промови, покладалися великі надії, але вони анітрохи не виправдалися. Не допомогли справі і тим, що замінили колишню виконавчу комісію комуни новою, а потім заснували комітет громадського порятунку (2 травня), склад якого незабаром змінили цілком. Нічого не змінило в ході військових дій і звільнення Росселя. Один за другим переходили в руки версальців найважливіші форти, а 21 травня вони без бою вступили в Париж, через ворота, які чомусь були залишені федералістами без охорони.

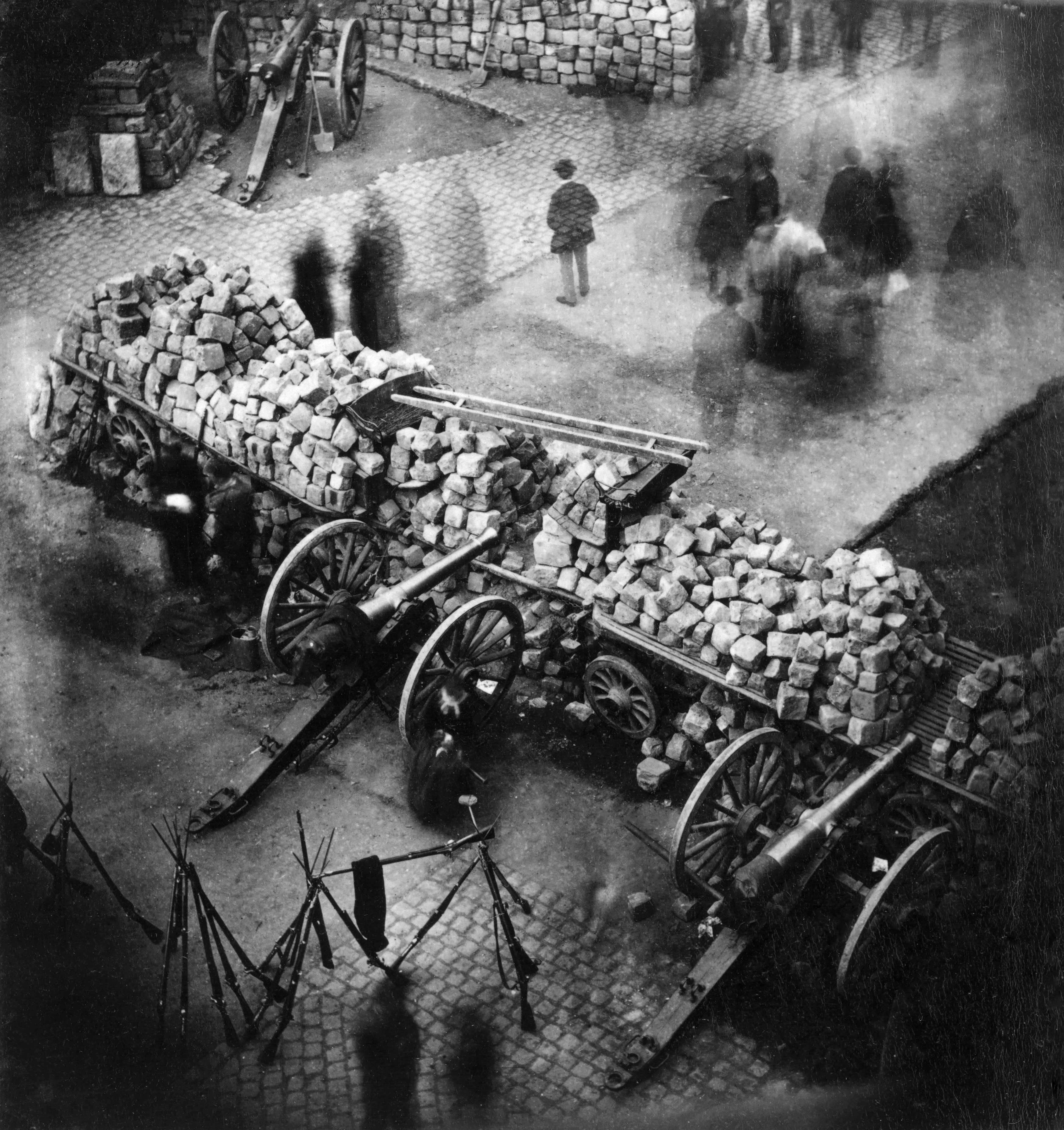
Барикада на вулиці Ріволі біля Отель-де-Віль. Фото П'єра-Амбруаза Рішбура (Pierre-Ambroise Richebourg), квітень 1871

Але версальцям належало ще завоювати вулиці Парижа, загороджені сильними барикадами, озброєні артилерією. Почалася восьмиденна вулична різанина, нещадна з обох сторін, жахлива за своїми подробицями. Федералісти отримали наказ підпалювати або підривати всякий будинок, який змушені були очистити. Ці пожежі не можуть бути пояснені міркуваннями захисту; поряд з останніми безсумнівно діяла і жага помсти. Якщо вогонь знищив лише кілька вулиць і ряд громадських будівель, то виключно завдяки швидкому натиску версальців, які займали одну частину міста за одною. Мабуть, не всі підпали повинні бути поставлені в провину федералістам. Адмірал Сессе, якого не можна запідозрити в прихильності до комуни, покликаний свідком у слідчу комісію, прямо оголосив, що пожежа Тюїльрі, ратуші, міністерства фінансів і рахункової палати — справа бонапартистів. У цих будівлях зберігалася маса всякого роду документів і звітів, які належали до періоду імперії.

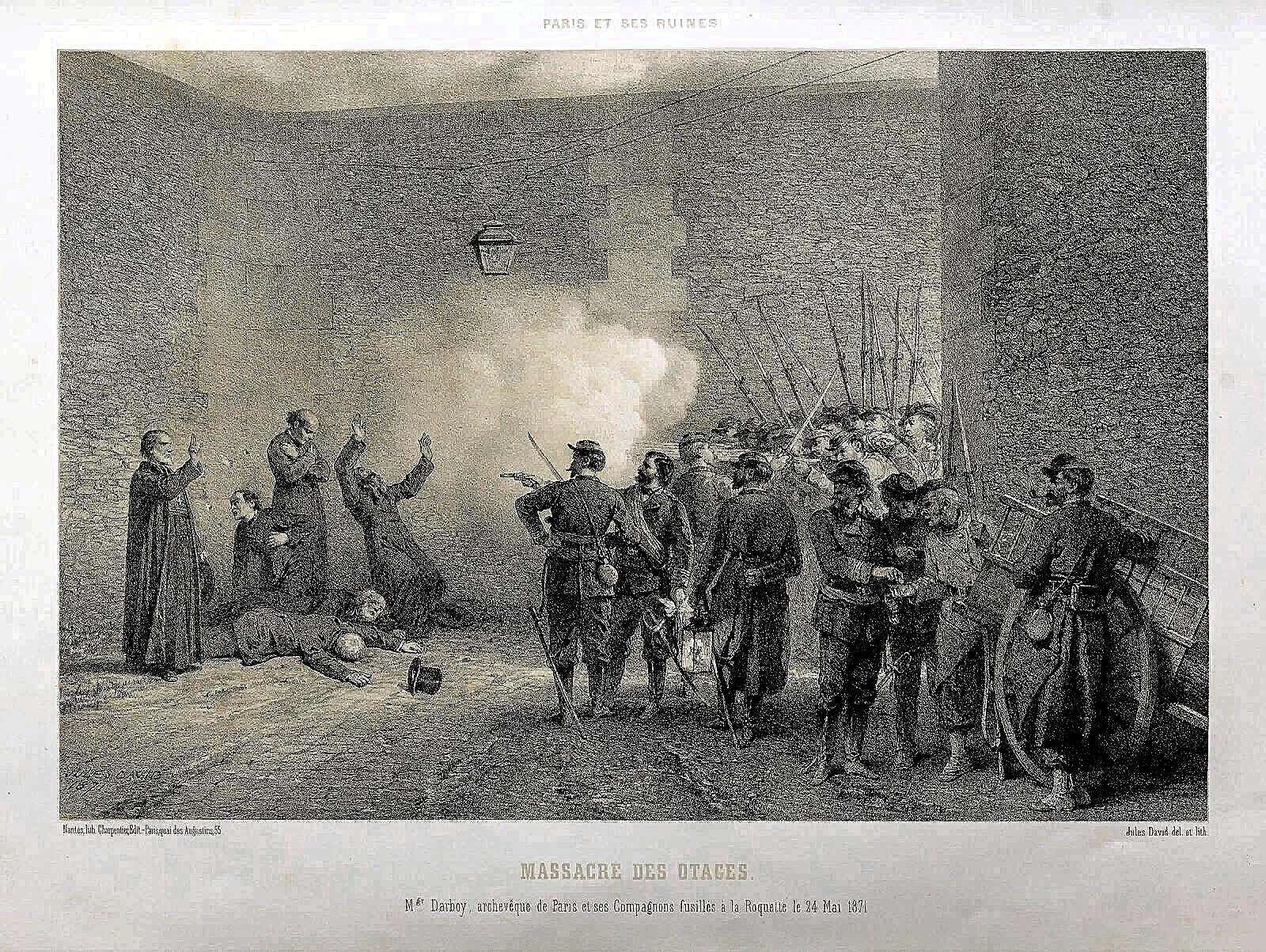
24 травня 1871 року у в'язниці Ла-Рокетт паризькими комунарами розстріляні заручники: архієпископ Парижа Жорж Дарбуа, президент Касаційного суду Луї-Бернар Бонжан та священнослужителі Дегеррі, Дюкудре, Клерк і Аллар. Літографія Жуля Давида (Jules David), 1873

В останні 3 дні комуни з кількох сотень заручників, утримуваних у в'язницях Парижа, федералісти розстріляли 63 людини, в тому числі паризького архієпископа Дарбуа. Страчені були майже всі мирні громадяни, які не створювали комуні ніяких труднощів. Нарешті, після останніх боїв на кладовищі Пер Лашез 28 травня настав кінець боротьбі: весь Париж був уже в руках версальців. Останній оплот комунарів — форт Венсен — був зданий 29 травня. За твердженням генерала Патріса де Мак-Магона чисельність федералістів, розстріляних без суду протягом братовбивчого тижня, склала 15000 чоловік, а генерал Фелікс Антуан Аппер зводив їх число до 30-ти тисяч.
За сучасними оцінками загалом 95 із 10 137 повстанців, яких судили військові суди, були засуджені до смертної кари, 251 до примусових робіт, 1169 до висилки на каторгу, 3417 до простої депортації та 3359 до позбавлення волі . Розстріл комунарів проводився, зокрема, біля стіни цвинтаря Пер-Лашез; на цьому місці зараз висить меморіальна дошка.
З видатних діячів Комуни полягли в бою Флуранс, Верморель, Делеклюз і Домбровський; розстріляні без суду Варлен, Мільєр, Ріго і ще раніше Дюваль, за ухвалою суду — Россель і Ферре; у Нову Каледонію заслані Рошфор і Журден. Таємно відпущені урядом на свободу Беле, Малон і Тейсс, позаяк вони, займаючи високі посади в Комуні, врятували цілі квартали Парижа від руйнування.
У 1879 засудженим комунарам була дарована часткова амністія, а в 1881 — повна.

## Паризька комуна в літературі й мистецтві
Жак Тарді створив 4-томний графічний роман, присвячений Паризькій комуні 1871 року під назвою «Крик народу» (Le cri du peuple) за романом Жана Вотрена (Casterman, 2001—2004).
Паризькій комуні було присвячено декілька кінофільмів, зокрема:
- «Новий Вавилон» — СРСР, 1929
- «Зорі Парижа» — СРСР, 1936
- «Ярослав Домбровський» — Польща, СРСР, 1975
- «Комуна (Париж, 1871)» / «La Commune (Paris 1871)» — Франція, 2000